# Prime armi
Prime armi è il canzoniere del ribelle dei ribelli Girolamo Ragusa Moleti, uscito a Palermo per la tipografia Virzì nel 1878.
Si tratta di una raccolta di poesie giovanili in cui l'autore batte la strada tracciata dai Postuma di Lorenzo Stecchetti. Vi sono infatti liriche decisamente veriste che si oppongono a quelle degli idealisti quali Giovanni Rizzi e Luigi Alberti.
Alcune poesie, come riconosceva Felice Cavallotti nelle sue Anticaglie sono decisamente standardizzate: così nella lirica Desiderio, dedicata a Pier Enea Guarnerio, la richiesta di diventare imbecille è una specie di topos per l'epoca (ritrovandosi in altri poeti veristi come Stiavelli); nel sonetto Ad una tisica, il ripudio della donna è un altro luogo comune, messo in auge dal Guerrini.
Nel complesso, tuttavia, l'opera è influenzata anche da Carducci, al quale il Ragusa Moleti dedicherà una commemorazione, e dal Baudelaire, molto studiato dal palermitano.